# Wutana
Wutana je jazyk, který byl vyřazen z internetové encyklopedie jazyků Ethnologue. Neví se, zda tento jazyk existuje, proto se řadí mezi pochybné jazyky. Mělo se jí mluvit v Nigérii (v emirátu Bauchi). Wutana sem byla zařazena na základě dvou vět z článku z roku 1922 od Olive Templa. Jedná se o tyto věty:
V emirátu Bauchi je 1075 mluvčích wutany. a Wutana, populace 1075 v emirátu Bauchi.
Pokud jazyk existoval, je vymřelý. Protože se neví, zda jazyk vůbec existoval, řadí se mezi neklasifikované jazyky.